# 浙江大学农业生命环境学部
浙江大学农业生命环境学部是浙江大学的一个学部，包括生命科学学院、生物系统工程和食品科学学院、环境与资源学院、农业与生物技术学院、动物科学学院五个学院，以及农业试验站和农业技术推广中心两个直属单位。现任学部主任为张国平。

## 重点学科
学部有11个一级学科，其中农业资源利用、园艺学和植物保护学为国家重点学科；49个二级学科，其中国家重点学科有植物学、生态学、农业机械化工程、环境工程、作物遗传育种、生物物理学和特种经济动物饲养；有一级学科博士学位授予点9个，二级学科博士学位授予点45个，硕士学位授予点50个，以及9个博士后流动站。

## 师资力量
学部现有1名院士，9名国家“千人计划”入选者，5名浙江省特级专家，12名“长江学者奖励计划”特聘教授，3名“973”首席科学家，3名国家级教育名师，20名国家杰出青年基金获得者，14人入选“国家百千万人才工程”，34人入选教育部“跨（新）世纪优秀人才计划”。

## 研究中心
主要进行创新研究的机构如下：
- 2个国家重点实验室（联合）
- 1个国家工程实验室
- 3个教育部重点实验室
- 7个农业部重点实验室
- 7个浙江省重点实验室
- 35个研究所[1]